# Tepenycia
Tepenycia (ukr. Тепениця) – wieś na Ukrainie, w obwodzie żytomierskim, w rejonie korosteńskim, nad Uborcią. W 2001 roku liczyła 1012 mieszkańców.
Znajduje się tu przystanek kolejowy Tepenycia, położony na linii Kijów – Sarny – Kowel.